# Madison County, Tennessee
Madison County är ett administrativt område i delstaten Tennessee, USA, med 98 294 invånare. Den administrativa huvudorten (county seat) är Jackson. 

## Geografi
Enligt United States Census Bureau så har countyt en total area på 1 447 km². 1 443 km² av den arean är land och 4 km² är vatten. 

### Angränsande countyn
- Gibson County - norr
- Carroll County - nordost
- Henderson County - öst
- Chester County - sydost
- Hardeman County - söder
- Haywood County - väst
- Crockett County - nordväst